# Ganekogorta
Ganekogorta är ett berg i Spanien.   Det ligger i provinsen Bizkaia och regionen Baskien, i den norra delen av landet, 300 km norr om huvudstaden Madrid. Toppen på Ganekogorta är 998 meter över havet, eller 727 meter över den omgivande terrängen. Bredden vid basen är 9,9 km.
Terrängen runt Ganekogorta är huvudsakligen kuperad. Runt Ganekogorta är det ganska tätbefolkat, med 185 invånare per kvadratkilometer. Närmaste större samhälle är Bilbao, 8,3 km nordost om Ganekogorta. I omgivningarna runt Ganekogorta växer i huvudsak blandskog.